# Perama galioides
Perama galioides là một loài thực vật có hoa trong họ Thiến thảo. Loài này được (Kunth) Poir. mô tả khoa học đầu tiên năm 1825.